# Latgales apkaime

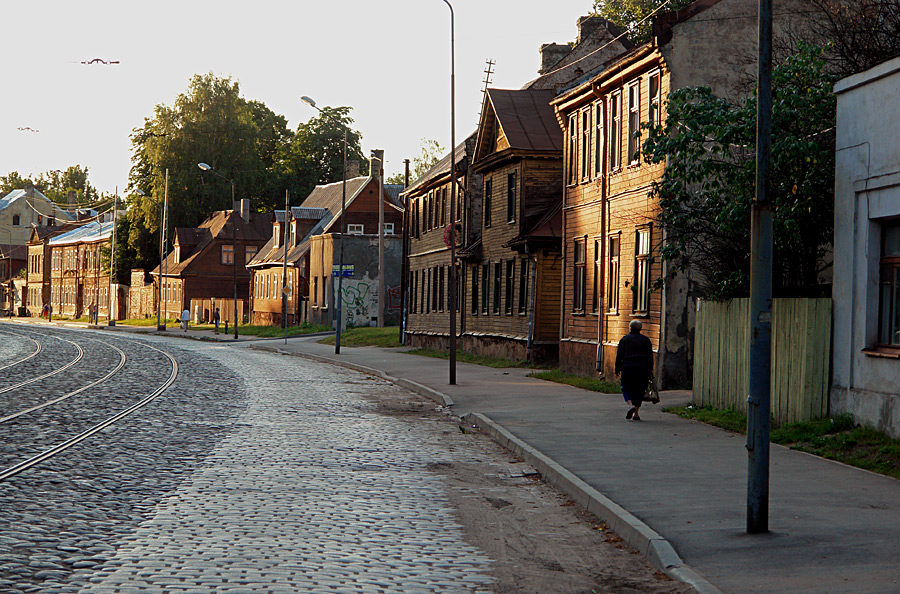
Latgales iela

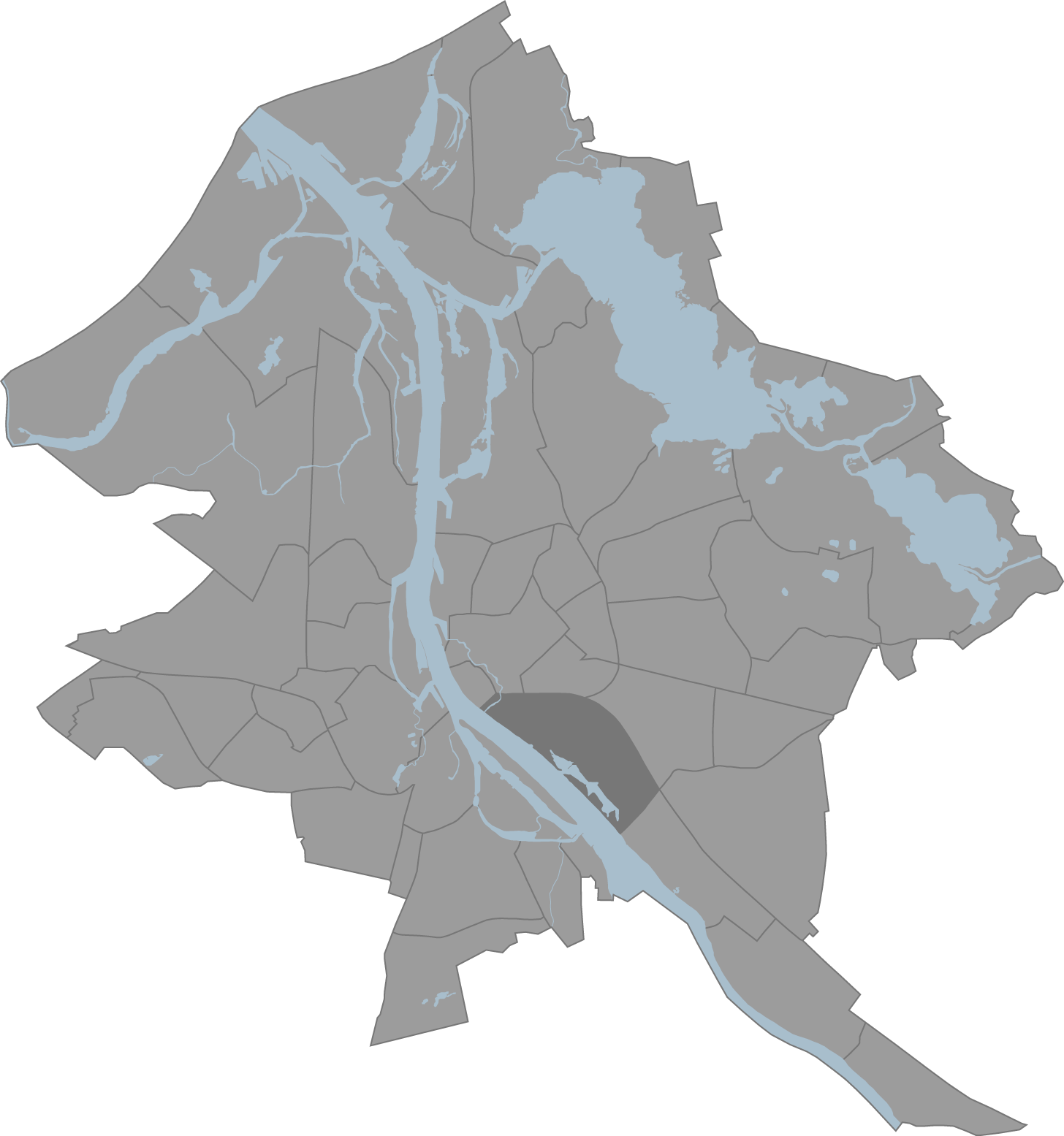
Lage von Latgales apkaime in Riga

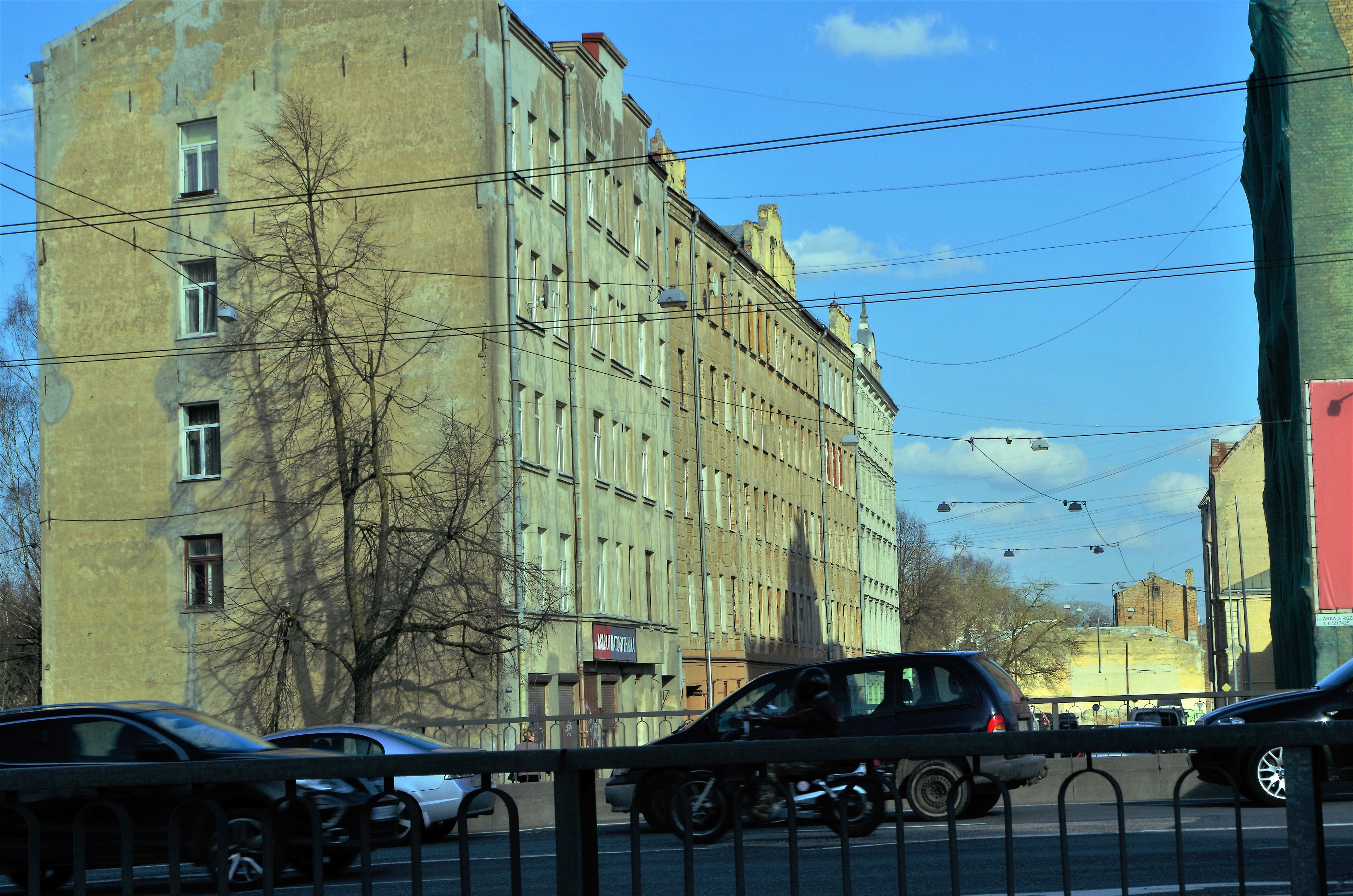
Wohngebäude aus der Stalinzeit. Die Latgales iela wird an dieser Stelle von einer Schnellstraße geteilt.

Die Ende der 1950er Jahre im Stil des sowjetischen Klassizismus („Stalinistischer Zuckerbäckerstil“) errichtete Akademie der Wissenschaften

Latgales apkaime (deutsch Lettgallen-Viertel) ist ein Stadtteil der lettischen Hauptstadt Riga. Der Stadtteil hieß früher Maskavas forštate (deutsch Moskauer Vorstadt) und wurde auch Maskavas priekšpilsēta oder umgangssprachlich Maskačka genannt. Als eine Folge des Russischen Überfalls auf die Ukraine wurde die Umbenennung vom Rigaer Stadtrat am 8. Mai 2024 beschlossen.
Das Lettgallen-Viertel liegt südöstlich der Innenstadt im Bezirk Latgales priekšpilsēta am Ufer der Düna. Auf 749 Hektar Fläche lebten im Jahre 2008 32.157 Einwohner. Anfang 2021 war die Einwohnerzahl auf 24.183 (Schätzung) gesunken.

## Geschichte
Der Stadtteil hatte seinen früheren Namen von der ihn durchquerenden Landstraße nach Moskau, der früheren Moskauer Straße (Maskavas iela), die mittlerweile in Lettgallen-Straße (Latgales iela) umbenannt wurde. Er wird traditionell vorwiegend von Russen bewohnt. Eine große Anzahl von „altgläubigen“ Russen siedelte sich bereits in der zweiten Hälfte des 17. Jahrhunderts an, als es in Russland zur Spaltung der russisch-orthodoxen Kirche kam.
1871 wurde die Moskauer Vorstadt von einer schweren Choleraepidemie heimgesucht.
Vor allem in der zweiten Hälfte des 19. Jahrhunderts und zu Beginn des 20. Jahrhunderts ließen sich in der Moskauer Vorstadt zahlreiche Familien jüdischer Industriearbeiter, Handwerker und Hausierer nieder, jiddisch „Ormelait“ (Arme Leute) genannt. In der Ludzas iela richtete die Jüdische Gesellschaft zur Bekämpfung der Armut 1882 ein „Asyl für Bedürftige, Arme und Waisen“ als großzügig angelegte Unterkunft ein.
Im Zweiten Weltkrieg befand sich in der Moskauer Vorstadt das Ghetto Riga.
Unter Stalin wurde die Moskauer Vorstadt zu einem Industrie- und Arbeiterviertel ausgebaut und überwiegend mit Sowjetbürgern aus Russland und Weißrussland besiedelt, die in Plattenbauten unterkamen. Im Volksmund wurde das Viertel „Moskatschka“ (Klein-Moskau) genannt. Die meisten Holzhäuser, die zuvor den Stadtteil geprägt hatten, ließ man verfallen. Die noch erhaltenen Holzhäuser aus der Zarenzeit sind Teil des UNESCO-Welterbes „Riga, Altstadt und Neustadt“. Dadurch sind sie geschützt und dürfen nicht abgerissen werden.
Auch in der Zeit nach der Wiederherstellung der lettischen Unabhängigkeit leben vor allem russischsprachige Bürger in der Moskauer Vorstadt, unter den Älteren noch viele ohne lettische Staatsbürgerschaft.

## Sehenswürdigkeiten
Der Kultur- und Wissenschaftspalast (Zinātņu akadēmijas augstceltne), der Rigaer Zentralmarkt, die Roten Speicher, die aus Holz im klassizistischen Stil erbaute protestantische Jesuskirche (Jēzus Evaņģēliski luteriskā baznīca) sowie die Ruinen einer Synagoge befinden sich in der Moskauer Vorstadt. Dort findet auch der Rigaer Nachtmarkt statt.